# プレミアム・ラッシュ
『プレミアム・ラッシュ』（Premium Rush）は、2012年にアメリカ合衆国で公開されたアクションスリラー映画。デヴィッド・コープ監督がジョン・カンプスと脚本を担当、自転車メッセンジャーに託された封筒を汚職警察官がニューヨーク市中追いかける様子を描く。

## ストーリー
ニューヨークでメッセンジャーをしているワイリーは、持ち前の自転車テクニックで日々の仕事をこなし、仲間からの信頼も厚い青年であった。そんなある日、彼は知り合いの中国人女性ニマから一通の封筒の配達を依頼される。その直後、ワイリーの前にマンデーと名乗る刑事が現れ、彼に預かった封筒を渡すよう迫ってくる。これを拒否すると、マンデーは力ずくでワイリーから封筒を奪おうと襲い掛かってくる。なんとか逃れるワイリーだったが、マンデーの執拗な追跡は彼の命までも脅かすものへと発展する。

## キャスト
※括弧内は日本語吹替
- ワイリー - ジョセフ・ゴードン＝レヴィット（野島裕史）: メッセンジャー。ロー・スクールを卒業している。
- ボビー・マンデー - マイケル・シャノン（宮内敦士）: ニューヨーク市警の悪徳刑事。キレやすい性格。
- ヴァネッサ - ダニア・ラミレス（根本圭子）: ワイリーの元恋人でメッセンジャーの同僚。
- ニマ - ジェイミー・チャン（原島梢）: ワイリーとニマの友人の中国人女性。ワイリーに封筒の配達を依頼する。
- マニー - ウォエ・パークス（英語版）（鶴岡聡）: ワイリーをライバル視するメッセンジャーの同僚。
- ラジ - アーシフ・マンドヴィ（落合弘治）: ワイリーの上司。メッセンジャーたちの元締め。
- ティト - アンソニー・チザム（英語版）: ワイリーの同僚の高齢メッセンジャー。
- ロゼリ - クリストファー・プレイス: 自転車警官。

## 公開
本作は2010年にニューヨークで撮影されたが、完成してしばらく経った2012年にアメリカ合衆国で劇場公開された。
日本では当初劇場公開はされずビデオスルー（2013年3月20日発売）となったが、その後辻岡朔実やわたなべりんたろうを始めとする有志が署名活動を行った結果、同年11月2日～8日に新宿シネマカリテにてDVD画質での劇場公開（レイトショー）が実現した。